# Iran i olympiska sommarspelen 2016
Iran deltog med 63 deltagare vid de olympiska sommarspelen 2016 i Rio de Janeiro. Totalt tog truppen åtta medaljer varav tre guld.